# Balonmano Maracena
El Balonmano Maracena es un club de balonmano de la ciudad granadina de Maracena que actualmente compite en Primera División femenina (bajo la denominación de Alquiauto Universidad de Granada) y en la Segunda Nacional masculina (bajo la denominación de La Esquinita de Javi Bm Maracena).

## Equipos formativos
El club tiene equipos en edad formativa en alevines, infantiles, cadetes y juveniles y participa en las ligas LED (Liga Edúcate en el Deporte) organizadas también por la Federación Andaluza de balonmano.

## Equipos senior
Los equipos senior del club han participado en campeonatos estatales. El equipo femenino llegó a participar en la División de Honor Plata (su última temporada fue la 2021-22, aún como Universidad de Granada).
El equipo masculino estuvo a punto de ascender de Primera División a División de Honor Plata en la temporada 2020-21 (tras una temporada 2019-20 que terminó de forma abrupta y con dudas sobre el por qué se promocionó a IKASA y no al Maracena tras la suspensión de la liga). Sin embargo, la temporada siguiente descendió, se fragmentó (con su entrenador Javier Elvira a la cabeza por las discrepancias con la directiva) y la mayoría de sus jugadores se mudaron al DOMCA Ciudad de Granada.

## Mascota
En 2023 se presentó a su mascota, Koa, un rinoceronte con los cuernos dorados. Su nombre en hawaiano significa héroe o guerrero valiente, y representa la valentía para afrontar desafíos.